# 末武和人
末武 和人（すえたけ かずと、1960年 - ）はグラフィックカメラマン・映像カメラマン・演出家。広告を中心に活動し、写真集・写真展などの活動も続けている。プライベートでは、海をテーマにした作品制作を数年に渡って行っている。新潟県出身。

## 活動
2009年8月「風流海成」東京ミッドタウン（フジフイルムフイルムスクエア）開催。
十数年に渡って放送批評懇談会（ギャラク）の表紙でタレント・役者・ミュージシャン・文化人を撮影。

### graphic
au by KDDI・AEON・ADキャリエール
AVEX ・Book off・City BANK・DELL・ESSO・J:COM
JAR・JR貨物・JR東海・KONAMIウイニングイレブン・Lenovo japan・MXテレビ・NEC・NIKE・OMCカード・Panasonic
RICHO・SONY・TBSラジオ・アサヒ飲料・American Express
アメリカンホームダイレクト・バーナル化粧品・エース保険・エスエス製薬・エンジェルハート・クレアラシル・財務省・オートバックス・サンリオ・シオノギ製薬・資生堂
すき家・住友林業・ソニー生命・損保ジャパン・武田薬品・ダスキン・テレビ朝日・東京金融取引所・TOSHIBA
トリンプ・成田空港・日本マクドナルド・日本和装・日産自動車・日本コカコーラ・農林水産省・ファンケル・プチシルマ・三井住友銀行・森永製菓・KONAMIスポーツ・ロッテ・Dr.ショール・コパトーン・MAZDA・富士重工・他

### Movie
au by KDDI・サントリー・JRA・BURAUN・WACOAL・朝日新聞・オートバックス・資生堂
住友林業・SEIYU・日本電健・KONAMIスポーツ・DELL・グラクソ スミスクライン・ANAYI
日本オルガノン・ファルマシア・藤沢製薬・Holts・Hilton Tokyo Bay・Riviera Resort
AEON・CARLOS FALCHI・PEAK&PINE・Lenovo JAPAN・ファルマシア製薬・浜田卓二郎法律事務所
全日本極真連合会・サンリオピューロランド・GREATER TOKYO FESTIVAL・朝日新聞開発
L’OCCITANE他

## 受賞歴
- ファルマシア「新聞協会　新聞広告賞」
- ホールマーク　国際エコー賞「アジア・クリエイティブアワーズ銀賞」
- 山之内製薬　「消費者のためになった広告賞」
- JR貨物　 　「日経環境広告賞　最優秀賞」